# Liste der Staatsoberhäupter 273
Übersicht
◄◄ | ◄ | 269 | 270 | 271 | 272 | Liste der Staatsoberhäupter 273 | 274 | 275 | 276 | 277 | ► | ►►

Weitere Ereignisse

## Afrika
- Aksumitisches Reich
  - König: Endubis (ca. 270–ca. 300)

- Römisches Reich
  - Provincia Romana Aegyptus
    - Präfekt (möglicherweise): Statilius Ammianus (271–272/273)
    - Präfekt (möglicherweise): Gaius Claudius Firmus (273(?)–274, als corrector)

## Asien
- Armenien
  - sassanidischer Statthalter: Narseh (270–293)

- China
  - Norden und Südwesten
    - Kaiser: Jin Wudi (265–290)

  - Südosten
    - Kaiser: Sun Hao (264–280)

- Iberien (Kartlien)
  - König: Aspagur I. (265–284)

- Indien
  - Vakataka
    - König: Vindhyashakti (248–284)

- Japan (Legendäre Kaiser)
  - Kaiser: Ōjin (270–310)

- Korea
  - Baekje
    - König: Goi (234–286)

  - Gaya
    - König: Mapum (259–291)

  - Goguryeo
    - König: Seocheon (270–292)

  - Silla
    - König: Michu (262–284)

- Sassanidenreich
  - Schah (Großkönig): Hormizd I. (270–273)
  - Schah (Großkönig): Bahram I. (273–276)

## Europa
- Bosporanisches Reich
  - König: Rheskuporis IV. (242/243–275/276)

- Römisches Reich
  - Kaiser: Aurelian (270–275)
    - Konsul: Tacitus (vermutlich Aulus Caecina Tacitus oder Marcus Claudius Tacitus) (273)
    - Konsul: Iulius Placidianus (273)

  - Gallisches Sonderreich
    - Kaiser: Tetricus I. (271–274)